# SOMUA SM
SOMUA SM — французький дослідний середній танк, який розроблявся компанією SOMUA  у 1946—1953 роках для проєкту 50-тонної бойової машини. До нашого часу прототип не зберігся.

## Історія
Одним із єдиних джерел інформації про цей танк є книга за авторством П'єра Тузона «Les Vehicules Blindes Francais 1945-1977». У ній повідомляється таке:
11 квітня 1946 року розробник і виробник озброєння для військової техніки, компанія DEFA , запросила у компанії SOMUA розробити та виготовити два прототипи танка з броньованої та неброньованої сталі. Процес підписання контракту йшов повільно, і в травні 1948 року замовлення спростили, запросивши лише один прототип і набір запчастин для нього. У березні 1950 року в Decauville Établissements велися зварювальні роботи зі створення корпусу для танка, який отримав позначення «SM», проте виникла затримка з доставкою двигуна для прототипу.
У жовтні 1951 року «SM» доставили на підприємство AMX для проведення випробувань, проте необхідний двигун потужністю 1 000 к. с. було отримано тільки в червні 1952 року. Перші випробування почалися наприкінці січня 1953 року і закінчилися 6 липня 1953 року, але водночас AMX уже проводила експерименти зі створення нових корпусів і встановлення на них башт із потужнішим озброєнням, і подібних затримок у них не виникало. SOMUA не змогла впоратися з конкуренцією і припинила подальші роботи над «SM».

## Конструкція
При розробці «SM» інженери SOMUA запозичили дизайн у німецьких танків на зразок Pz. Kpfw. Königstiger: корпус танка великого розміру зварений з бронеплит, розташованих під раціональними кутами нахилу. Екіпаж міг складатися з 4 або 5 осіб — механіка-водія, його помічника (або без нього), навідника, заряджаючого, який також стріляв з кулеметів, і командира. Точне розташування трансмісії в танку невідоме — згідно з офіційними кресленнями, вона має розташовуватися в передній частині машини, проте фотографії відсилають до її розташування в задній частині, де розташоване моторне відділення. Механік-водій і його помічник розташовувалися в передній частині корпусу перед баштою, інша частина екіпажу перебувала в хитній башті типу TO100 (проте планувалося встановити на танк башту класичного типу TC90 і хитні башти TO90 і TOA120).

### Озброєння
Прототип «SM» озброювався нарізною протитанковою 100-мм гарматою SA 47, закріпленою в хитній башті TO100  (tourelle oscillante de 100 mm, з фр. хитна вежа зі 100-мм гарматою), виготовленою компанією FAMH . Ліворуч від гармати знаходився приціл, праворуч - спарений кулемет Reibel калібру 7,5 мм. Ідентичний здвоєний зенітний кулемет знаходився на люку заряджаючого.

### Захищеність
Обидві лобові бронеплити мали товщину 75 мм і були розташовані під кутом 60°, ефективна товщина бронювання дорівнювала приблизно 150 мм. Верхня частина борту машини мала товщину 50 мм, нижня (за гусеницями) - 40 мм . Корма танка мала товщину 50 мм .
Бронювання башти через її специфічну конструкцію варіювалося: так, середня товщина «коміра» башти дорівнювала 120 мм, таку ж товщину мало бронювання лоба башти. Борт і корма башти мали товщину 60 мм, дах і люк у ніші башти, через який викидалися стріляні гільзи, мали товщину 30 мм.

### Рухливість
Танк приводився в рух завдяки двигуну Maybach HL295 (1 000 к. с.) і був здатний розвинути швидкість 50 км/год по шосе. На відміну від німецьких бронемашин Другої світової війни та танка AMX 50, які використовували «шахове» розташування котків, на танку «SM» вони розташовувалися в один ряд.

## У масовій культурі

### У відеоіграх
- World of Tanks - французький важкий преміумтанк VIII рівня під назвою Somua SM.
- World of Tanks Blitz - французький важкий преміумтанк VIII рівня під назвою Somua SM.
- War Thunder - французький важкий преміумтанк V рангу під назвою Somua SM.

Варто зазначити, що тактико-технічні характеристики техніки в іграх, в основному, часто далекі від реальності.